# トープラ
株式会社トープラ（英: Topura Co., Ltd.）は、神奈川県秦野市に本社を置く、自動車用ネジの製造・販売を行う企業。

## 概要
ニッパツグループで、十字穴ネジの製造は業界首位級である。全製品のうち約8割は自動車メーカー向けで、日産自動車向けが約3割を占めている。
一般社団法人日本ねじ工業協会、一般社団法人日本自動車部品工業会に加盟している。

## 沿革
- 1950年（昭和25年）3月 ‐ 大阪府東大阪市に「東洋プラススクリュー株式会社」として発足。
- 1953年（昭和28年）8月 -  日商岩井（株）（現 双日株式会社）、日本発条（株）、資本参加。
- 1959年（昭和34年）7月 ‐ 十字穴ネジにおけるJIS規格表示許可を受ける。
- 1962年（昭和37年）9月 ‐ 大阪証券取引所第二部に株式上場。
- 1965年（昭和40年）5月 - 三上鋲螺工業株式会社と合併し、同社秦野工場をボルト専門工場とする。
- 1972年（昭和47年）1月 - 長野県南安曇野郡（現 長野県安曇野市）に、アルプススクリュー株式会社を設立。
- 1973年（昭和48年） - 米国カムカ社と"トルクス"の技術援助契約を締結。
- 1974年（昭和49年）1月 ‐ 「株式会社トープラ」に商号変更。
- 1976年（昭和51年）11月 - 米国ワグナー社と"ストリーカー"の技術援助契約を締結。
- 1979年（昭和54年）9月 - 日本ファスナー社と"タップタイト"の技術援助契約を締結。
- 1993年（平成5年）12月 - オランダ Acument社と"トルクスプラス"の特許及び商標権の実施権の許諾契約。
- 1997年（平成9年）8月 - 栃木県那須塩原市に、株式会社トープラテクノを設立。
- 1998年（平成10年）6月 ‐ 東海工場ISO9002を取得。
- 1998年（平成10年）10月 ‐ 大阪工場ISO9001を取得。
- 1999年（平成11年）3月 ‐ 秦野工場ISO9002を取得。
- 1999年（平成11年）10月 ‐ 神奈川県秦野市に本社を移転する。
- 2001年（平成13年）11月 ‐ ISO14001を取得。
- 2003年（平成15年）6月 ‐ 全社統合ISO9001:2000認証を取得。
- 2007年（平成19年）1月 - 米国ケンタッキー州に、新会社TOPURA AMERICA FASTENER, INC.（トープラアメリカファスナー）を設立。 スイス・コンチファスナーズ社と「レムフォーム」の製造販売権契約締結。
- 2009年（平成21年）6月 - スウェーデン・ブルテン社と14T高強度ボルトの技術援助契約締結。
- 2012年（平成24年）4月 ‐ 日本発条の完全子会社となる。

## 関連会社
- アルプススクリュー株式会社
- 株式会社トーテック
- 株式会社トープラテクノ ‐ メタルワンも出資している。